# Team S 3rd Stage「制服之芽」
Team S 3rd Stage「制服之芽」（日语：チームS 3rd Stage「制服の芽」）是SKE48 teamS的第3场剧场公演。

## 公演内容

### 曲目
1. 《overture（SKE48版）》
（作曲、编曲：尾澤拓实（日语：尾澤拓実）　歌：TAZ）

SKE48全部公演均以此开始。
2. 《无法化作诉说恋情的诗人…》（恋を語る詩人になれなくて…）
（作词：秋元康　作曲：俊龍　编曲：Sizuk）
3. 《合格之吻》（合格Kiss）
（作词：秋元康　作曲、编曲：後藤次利）
4. 《天线》（アンテナ）
（作词：秋元康　作曲：藤本貴則　编曲：田口智則（日语：田口智則）、稲留春雄）
5. 《制服之芽》（制服の芽）
（作词：秋元康　作曲、编曲：野中MASA雄一（日语：野中"まさ"雄一））
6. 《不只是回忆》（思い出以上）
（作词：秋元康　作曲、编曲：野中MASA雄一）
7. 《狼与自尊》（狼とプライド）
（作词：秋元康　作曲：吉富小百合　编曲：影家淳）
8. 《女孩子的第六感》（女の子の第六感）
（作词：秋元康　作曲、编曲：関淳二郎）
9. 《枯叶车站》（枯葉のステーション）
（作词：秋元康　作曲：市川裕一　编曲：樫原伸彦（日语：樫原伸彦））
10. 《万花筒》（万華鏡）
（作词：秋元康　作曲、编曲：上田晃司）
11. 《嫉妒的不在场证明》（ジェラシーのアリバイ）
（作词：秋元康　作曲：俊龍　编曲：市川裕一）
12. 《Doubt!》
（作词：秋元康　作曲、编曲：伊藤心太郎）
13. 《伙伴之歌》（仲間の歌）
（作词：秋元康　作曲：佐藤弘子　编曲：野中MASA雄一）
14. 《无水的游泳池》（水のないプール）
（作词：秋元康　作曲：俊龍　编曲：Sizuk）

安可歌曲
1. 《乐园的楼梯》（楽園の階段）
（作词：秋元康　作曲：春行　编曲：野中MASA雄一）
2. 《小木偶军团》（ピノキオ軍）
（作词：秋元康　作曲：横健介　编曲：武藤星児）
3. 《写信》（手紙のこと）
（作词：秋元康　作曲：藤井一徳　编曲：辻畑鉄也（日语：辻畑鉄也））

## SKE48 Team S 3rd Stage「制服之芽」公演
- 公演时间：2009年10月25日[1]至2013年7月10日
- 演出成员
  - 大矢真那、小野晴香、加藤琉美（加藤るみ）、木崎由里亞（木﨑ゆりあ）、北原里英、鬼頭桃菜、木下有希子、桑原瑞希（桑原みずき）、新海里奈、菅奈奈子（日语：菅なな子）、須田亞香里、高田志織、出口陽、中西優香、平田璃香子、平松可奈子、松井珠理奈、松井玲奈、松下唯、森紗雪、矢神久美、山下萌（山下もえ）

- 成員變動
  - 增加：木下有希子、須田亚香里（于2010年2月27日由研究生升格）；木崎由里亞（于2010年6月23日由研究生升格）；加藤琉美（于2010年8月21日由研究生升格）；鬼頭桃菜、菅奈奈子（于2012年8月29日由研究生升格）；北原里英（2012年11月1日兼任进入Team S，2013年2月20日开始出演）；
  - 減少：山下萌（于2009年12月25日毕业）；松下唯（因脚伤自2010年2月14日起长期休养，後於2011年9月30日畢業）[2]；新海里奈、森紗雪（于2010年3月30日降格为研究生）；小野晴香（于2012年3月31日毕业，3月26日最后出演本公演）；平田璃香子（于2012年11月30日毕业，10月23日最后出演本公演）；桑原瑞希、高田志織、平松可奈子、矢神久美（于2013年5月6日毕业，4月18日最后出演本公演）；北原里英（于2013年4月28日解除兼任，5月8日最后出演本公演）

- 分組曲負責成员（「→」表示成員變動）
  - 1st Unit
    - 《不只是回忆》：平松、松井珠、山下→木下
    - 《狼与自尊》：森→木﨑、矢神
    - 《女孩子的第六感》：大矢、桑原、新海→加藤、須田、高田
    - 《枯叶车站》：松井玲
    - 《万花筒》：小野→木下→鬼頭、出口、中西、平田→桑原→北原里、松下→大矢→菅

  - 2nd Unit
    - 《不只是回忆》：小野、高田、松井玲
    - 《狼与自尊》：中西、松井珠
    - 《女孩子的第六感》：木下、出口、平田、松下→小林絵未梨（研究生）、矢神
    - 《枯叶车站》：大矢
    - 《万花筒》：加藤、木﨑、桑原、須田、平松

## SKE48 研究生公演「制服之芽」
- 公演时间：2014年1月5日至
- 演出成员
  - 青木詩織、井田玲音名、犬塚朝奈（犬塚あさな）、大脇有紗、荻野利沙、折户愛彩、鎌田菜月、北川綾巴、北野瑠華、熊崎晴香、後藤真由子、佐佐木柚香、空美夕日、竹内彩姫、野口由芽、日高優月、松村香織、山田樹奈、山本由香
- 成員變動
  - 減少：山本由香（于2014年3月6日辞退）
- 2014年4月的一部分公演由正規成员支援出演。
  -     - 12日：斉藤真木子（Team S）
    - 14日：内山命（Team KII）
    - 19日：斉藤、内山
- 分組曲負責成员（各曲各位置出演的成员有多种选择）
  - 《不只是回忆》
    - 熊崎
    - 佐佐木
    - 日高

  - 《狼与自尊》
    - 折户、空
    - 北川、空、青木、竹内彩

  - 《女孩子的第六感》
    - 井田、後藤真
    - 犬塚、後藤真
    - 大脇、井田、青木
    - 北野、犬塚
    - 竹内彩、大脇、斉藤

  - 《枯叶车站》
    - 野口

  - 《万花筒》
    - 青木、山本、鎌田、内山
    - 荻野、山本
    - 後藤真、鎌田、荻野
    - 松村、青木
    - 山田樹

## SKE48 Team S 5th Stage「制服之芽」公演
- 公演期間：2014年4月25日[3] -
- 出演成员
東李苑、大矢真那、北川綾巴、後藤理沙子、佐藤実絵子、竹内舞、田中菜津美、都築里佳、中西優香、二村春香、松井珠理奈、松本慈子、宮澤佐江、宮前杏実、矢方美紀、山内鈴蘭、渡辺美優紀
- 分組曲負責成员（◎代表center） 
  - 《不只是回忆》：北川◎（中西）、矢方、山内
  - 《狼与自尊》：東、二村
  - 《女孩子的第六感》：松井珠◎（宮澤）、佐藤実、中西、後藤、都築
  - 《枯叶车站》：渡辺美
  - 《万花筒》：大矢、竹内、田中菜、宮澤、宮前◎

## 录音室专辑CD

### Team S 3rd Stage「制服之芽」（CD）
《Team S 3rd Stage「制服之芽」》是SKE48 Team S的錄音室專輯，於2010年4月28日由CROWN GOLD發售。
參與錄音的成员包括大矢真那、小野晴香、木下有希子、桑原瑞希、新海里奈、須田亜香里、高田志織、出口陽、中西優香、平田璃香子、平松可奈子、松井珠理奈、松井玲奈、松下唯、森紗雪和矢神久美。因Team S經歷多次人事變動，所以收錄成員未必是「制服之芽」公演期內的演出成員。
- 收录曲目
  1. overture（SKE48 ver.）
  2. 无法化作诉说恋情的诗人…
  3. 合格之吻
  4. 天线
  5. 制服之芽
  6. 不只是回忆（歌：木下、平松、松井珠）
  7. 狼与自尊（歌：森、矢神）
  8. 女孩子的第六感（歌：大矢、桑原、新海、須田、高田）
  9. 枯叶车站（歌：松井玲）
  10. 万花筒（歌：小野、出口、中西、平田、松下）
  11. 嫉妒的不在场证明
  12. Doubt!
  13. 伙伴之歌
  14. 无水的游泳池
  15. 乐园的楼梯
  16. 小木偶军团
  17. 写信

## 剧场公演DVD

### Team S 3rd Stage「制服之芽」（DVD）
- 收录成员
大矢真那、小野晴香、加藤琉美、木崎由里亚、木下有希子、桑原瑞希、須田亜香里、高田志織、出口陽、中西優香、平田璃香子、平松可奈子、松井珠理奈、松井玲奈、矢神久美
- 收录曲目
  1. overture（SKE48 ver.）
  2. 无法化作诉说恋情的诗人…
  3. 合格之吻
  4. 天线
  5. 制服之芽
  6. 不只是回忆（歌：木下、平松、松井珠）
  7. 狼与自尊（歌：木崎、矢神）
  8. 女孩子的第六感（歌：大矢、桑原、加藤、須田、高田）
  9. 枯叶车站（歌：松井玲）
  10. 万花筒（歌：小野、出口、中西、平田、大矢）
  11. 嫉妒的不在场证明
  12. Doubt!
  13. 伙伴之歌
  14. 无水的游泳池
  15. 乐园的楼梯
  16. 小木偶军团
  17. 写信

## 3D电影
《SKE48 3D Cinema Live vol.1「制服の芽」公演2011》是自2011年2月26日起有限期上映的3D版电影，以Full 3D以及5.1声道环绕声收錄以上公演。
广告标语为“SKE48飞向全国！以3D体感有迫力的公演！”（SKE48が全国へ飛び出す! 迫力のライブを3Dで体感!）。